# Слобода (Барский район)
Слобода (укр. Слобода) — посёлок, входит в Барский район Винницкой области Украины.
Население по переписи 2001 года составляло 170 человек. Почтовый индекс — 23000. Телефонный код — 04341. Занимает площадь 0,193 км². Код КОАТУУ — 520285312.

## Местный совет
23020, Вінницька обл., Барський р-н, с.Ходаки